# Untouchable
Untouchable (englisch für „unantastbar“) ist ein von Marshall Mathers, Tommy Chong, Gaye Delorme und Richard Marin geschriebenes Lied, das von dem US-amerikanischen Rapper Eminem interpretiert wurde. Der Song ist die zweite Singleauskopplung seines neunten Studioalbums Revival und wurde am 8. Dezember 2017 veröffentlicht.

## Inhalt
Das Lied ist dem sozialkritischen Conscious Rap zuzuordnen. Eminem befasst sich mit dem alltäglichen Rassismus in den Vereinigten Staaten und geht dabei besonders auf die Polizeigewalt der jüngeren Vergangenheit ein, der oft Dunkelhäutige zum Opfer fielen.
Der Song beginnt mit dem Satz „Hands up, officer don’t shoot“, der von der Black-Lives-Matter-Bewegung, bei Protesten nach dem Tod von Michael Brown durch einen Polizisten, benutzt wurde. In der ersten Strophe rappt Eminem aus der Sicht eines rassistischen Polizisten, der einen schwarzen Mann im Auto anhält und diesen nur aufgrund seiner Hautfarbe nach Drogen durchsucht (Racial Profiling). Der Polizist droht ihm, ihn zu erschießen, falls es zu einer Verfolgungsjagd kommen sollte, und es anschließend wie Notwehr aussehen zu lassen. Dabei hinterfragt er sein Handeln nicht, weil er nur seinen Job zum Wohle der Vereinigten Staaten erledige. Im Refrain wird der „weiße Mann“ auf ironische Weise als „Rockstar“ und „unantastbar“ bezeichnet. Der zweite Vers ist anfangs weiterhin aus der Sicht des weißen Polizisten gerappt. Er kündigt an, den farbigen Mann festnehmen zu wollen, wobei er sich dafür nicht rechtfertigen müsse, da er ihm überlegen sei. Zur Not würde er auch Gebrauch von seiner Waffe machen, um die Straßen von kriminellen Minderheiten zu säubern. Nun wechselt Eminem die Perspektive und rappt aus seiner Sicht: Er mache sich Sorgen, dass die Vergangenheit wieder zurückkehre, in der Afroamerikaner diskriminiert wurden.
Nach einem weiteren Refrain ändert sich der Beat und Eminem rappt die letzte Strophe, die deutlich länger ist als die vorherigen. Er fragt sich, ob das Leben eines Weißen generell mehr wert sei als das eines Schwarzen. Dabei disst er die südafrikanische Rapgruppe Die Antwoord, deren Mitglieder sich 2012 im Musikvideo zum Song Fatty Boom Boom schwarz anmalten, wie es früher in Minstrel Shows üblich war. Eminem zeigt auf, wie schwer es ist, aus den Ghettos mittels legaler Arbeit zu entfliehen, da Armut zu Kriminalität führe und Vorbestrafte kaum eingestellt würden. Auch der Einsatz der Black-Lives-Matter-Bewegung würde durch gewalttätige Angriffe auf Polizisten überschattet, weshalb keine Verbesserung der Situation in Sicht sei. Auf der anderen Seite hätten viele weiße Polizisten Vorurteile gegenüber schwarzen Menschen, da sie selbst keine farbigen Bekannten hätten. Deshalb sollten in afroamerikanischen Wohnvierteln mehr schwarze Beamte eingesetzt werden. Gleichzeitig kritisiert er die Segregation der verschiedenen Rassen in einzelne Wohngebiete, die durch den Staat gefördert würde. Auch große Teile der Gesellschaft, vor allem Republikaner, würden weiße Menschen in vielen Positionen bevorteilen und Afroamerikaner generell als ärmer und krimineller ansehen. Anschließend geht Eminem nochmals auf die Polizeigewalt ein und prangert an, dass viele Polizisten trotz erdrückender Beweise, wie zum Beispiel im Fall Rodney King, später vor Gericht freigesprochen wurden. Zudem unterstütze er die Proteste gegen Rassismus in der National Football League. Die Vereinigten Staaten als vermeintliches „Land der Freien“ seien weiterhin ein rassistischer Ort, der von Sklaven aufgebaut wurde.

## Produktion
Das Instrumental des Lieds besteht aus zwei verschiedenen Beats, die nach 2:47 Min. wechseln. Es wurde von Eminem selbst in Zusammenarbeit mit den Musikproduzenten Mark Batson, Emile Haynie und Mr. Porter produziert. Dabei verwendeten sie im Refrain ein Sample des Stücks Earache My Eye von dem Comedy-Duo Cheech und Chong. Zudem sind Elemente des Songs Born to Roll von der Rapgruppe Masta Ace Incorporated enthalten.

## Musikvideo
Am 15. Februar 2018 wurde ein Lyric-Video auf Eminems offiziellem YouTube-Kanal veröffentlicht. Der Text wird dabei in Form einer Facebook- und Instagram-Timeline mit Videos, Bildern, Postings und Kommentaren dargestellt.

## Chartplatzierungen
Untouchable stieg erst am 22. Dezember 2017 nach Veröffentlichung des Albums Revival in die deutschen Charts ein und belegte für eine Woche Platz 88.
| ChartsChartplatzierungen       | Höchstplatzierung | Wochen |
| ------------------------------ | ----------------- | ------ |
| Deutschland (GfK)              | 88 (1 Wo.)        | 1      |
| Schweiz (IFPI)                 | 70 (1 Wo.)        | 1      |
| Vereinigtes Königreich (OCC)   | 73 (1 Wo.)        | 1      |
| Vereinigte Staaten (Billboard) | 86 (1 Wo.)        | 1      |